# دهستان تمبی گلگیر
دهستان تمبی گلگیر نام دهستانی در بخش مرکزی شهرستان مسجدسلیمان، استان خوزستان در ایران است. بر اساس سرشماری مرکز آمار ایران در سال ۱۳۸۵، جمعیت آن ۴۶۱۹ نفر (۹۶۶ خانوار) بوده‌است.